# 율 (1997년)
율(yeule)은 싱가포르의 작곡가이자 프로듀서인 Nat Ćmiel의 음악 프로젝트이다. 앰비언트, 글리치 및 포스트 아시안 팝 음악의 요소가 결합된 음악을 공개하며 2012년 경 활동을 개시했다. 활동명인 yeule은 파이널 판타지 XIII에 등장하는 동명의 등장인물인 파두라 누스 율에서 파생된 것이다.

## 음반 목록

### 정규 음반
- Serotonin II (2019)
- Glitch Princess (2022)
- softscars (2023)

### 콜라보레이션
- oh my muu ft. yeule - "Reciprocation" (2015)
- LLLL ft. yeule - "Breathless" (2020)
- Urbangarde – "Akuma des Akum" (yeule Remix) (2021)
- Car Seat Headrest – "Deadlines" (yeule Remix) (2021)
- Tohji ft. yeule – "shell" (2022)
- Lucinda Chua ft. yeule – "Something Other Than Years" (2023)
- Mura Masa ft. yeule – "We Are Making Out" (2024)